# Kaule (Chitwan)
Kaule (nep. काउले) – gaun wikas samiti w środkowej części Nepalu w strefie Narajani w dystrykcie Chitwan. Według nepalskiego spisu powszechnego z 2001 roku liczył on 827 gospodarstw domowych i 4691 mieszkańców (2289 kobiet i 2402 mężczyzn).